# گیوم بوده
گیوم بوده (به فرانسوی: Guillaume Budé) نویسنده قرن پانزدهم میلادی اهل فرانسه بود.

## منابع

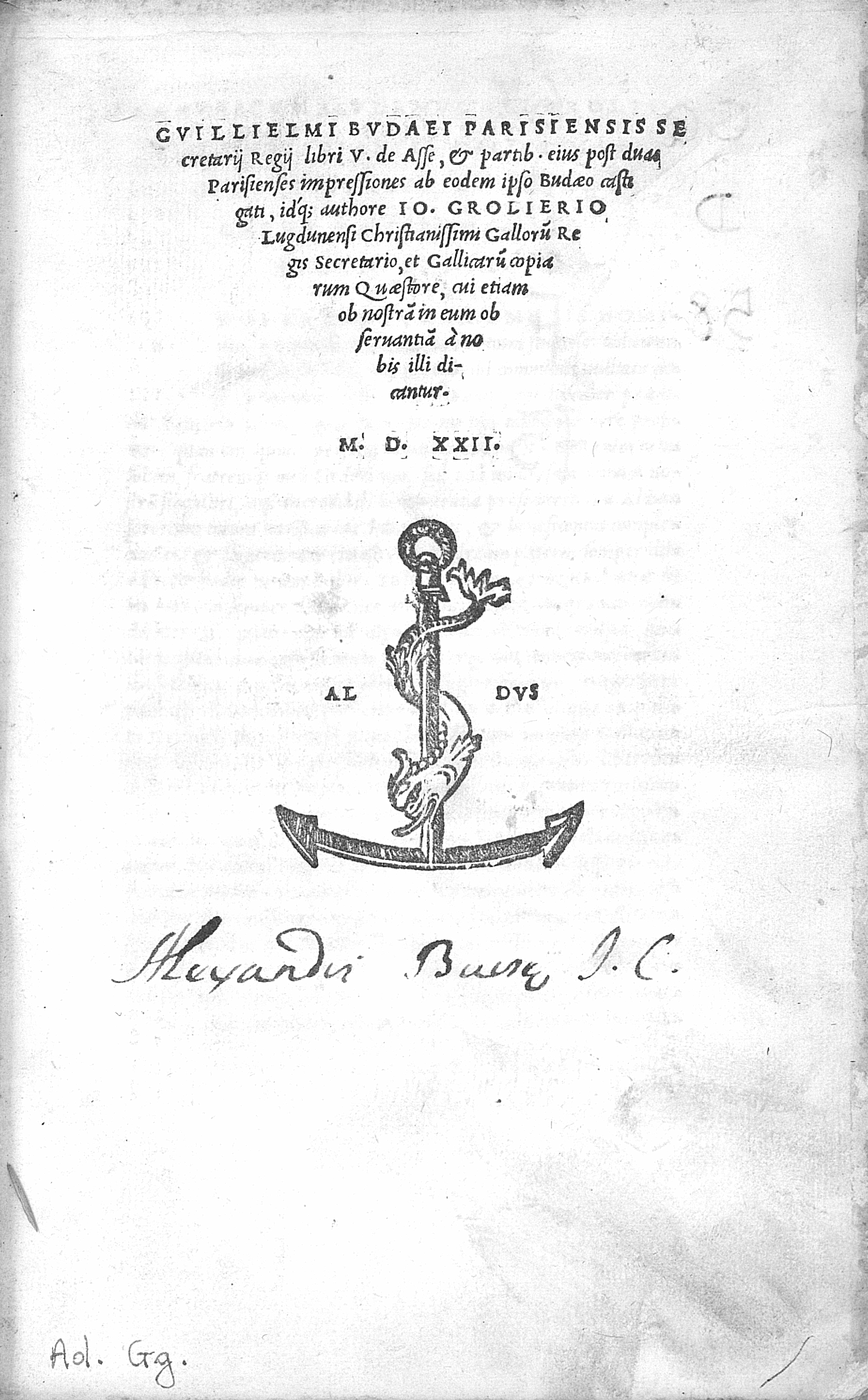
Libri V de Asse et partibus ejus, 1522